# Bou de Solsona
El Bou és un element del folkore de Solsona.
La primera referència del bou és de l'any 1773-94. La primera aparició és en una factura, sense una data concreta, que s'entrega a l'Ajuntament de Solsona on s'hi detallen les despeses degudes a l'arribada d'un nou bisbe a la ciutat; aquesta factura, que es trobà en la documentació municipal corresponent al segle XVIII, es dedueix que podria ser l'entrada d'un dels següents 3 bisbes: Rafael Lasala i Losela (1773), Agustí Vàzquez Varela i Garcia (1793) o Pere Nolasc Móra i Sever (1795).
Durant gran part dels segles XIX i XX, va ser l'únic exemplar de tot el Principat i, per tant, va ser el model utilitzat per les diferents poblacions que havien comptat amb un element similar i que el van voler reinstaurar a la seva festa.
Concretament, l'any 1934, segons apareix en el llibre de Joan Amades, "Els Gegants, Nans i altres entremesos", l'únic bou que existia a Catalunya era el de Solsona, i per tant, es pot considerar la peça solsonina com una relíquia folklòrica.
L'any 1956, amb motiu de la Coronació de la Mare de Déu del Claustre, el Bou es refà de nou. Cal destacar que aquesta és la primera figura folklòrica que va construir en Manel Casserras i Boix.
Malgrat que l'actual peça és una reproducció fidedigna del de 1956, recorda les proporcions de l'antic bou documentat fotogràficament. Actualment, aquesta peça del bestiari no té una dansa pròpia, però és present amb els seus fuets tant a la cercavila com a la "Roda de foc".
L'any 2023, per a celebrar els 250 anys de la primera menció a la figura, l'Associació de Geganters de Solsona va posar a la venda samarretes amb aquest motiu.

## Cronologia
- 1773-94 Es construeix el Bou
- 1815 Es fa el Bou nou
- 1956 Canvi de fisonomia
- 1993 Retorna al seu aspecte inicial